# Хамлет (филм, 2000)
Вижте пояснителната страница за други значения на Хамлет.
Това е модерната интерпретация на „Хамлет“ – творбата на Шекспир.
Тук Дания не е държава, а корпорация. След смъртта на бащата на Хамлет Клавдий, чичото на Хамлет, става шеф. Хамлет получава видение, което му казва, че Клавдий е убил баща му. Сега Хамлет е решен да го докаже и да накаже чичо си, ако това се окаже истина.